# بنفشه تیدی
 بنفشه تیدی(نام علمی: Viola cheiranthifolia) نام یک گونه از سرده بنفشه است.